# محمد كرم الله
هو فنان سوداني يغني بآلة الطمبور التي عرفت بها قبيلة الشايقية على إيقاع الدليب، وهو من أشهر فناني أغنية الطمبور وله العديد من الأغاني المعروفة.

## نشأته
اسمه محمد كرم الله كردي ياسين ولد في جزيرة بروس في العام 1950م وهي جزيرة تقع قبالة جزيرة تنقسي في الولاية الشمالية من الناحية الغربية، وبعد فيضان نهر النيل في العام 1988م انتقل سكانها إلى الضفة الغربية بما يسمى الآن بروس الجديدة. والده كرم الله كردي كان أشهر رواسي بالمنطقة وكانت له مركب سفرية تمخر عباب النيل شمالا وجنوبا. ووالدته الحاجة فاطمة عبد الجليل شايقة ـ عنها ورث الصوت الشجى والقوى. درس كرم الله في المدرسة المصرية في تنقسي وهذه المدرسة كانت أول مدرسة مصرية انشئت في المنطقة تدرس المنهج المصرى: اعدادي - متوسط - ثانوى.

## بداياته ومشواره
بدأ الغناء في بواكير صباه وقد سبقه في ذلك اخيه اسحق وهو الشقيق الأكبر له.تغنى اسحق بروائع شاعر تنقسي الفذ نور الهدى كنة:
عايزك بس تعيش هاني عذبني يزيد حناني
كل الحلو بيك تحلى وجمالك حجب الاهلة
كما تغنى للشاعر الفحل صابر عبد الله صابر «يوم اشوفا يتم المنا ام جمالا جننى انا» وهي نفس الاغانى التي بدا بها الراحل مشواره الغنائى، بعد دراسته بالمدرسة المصرية، ارتحل محمد كرم الله إلى مدينة كريمة وعمل بمصنع التعليب بكريمة ومنها انطلق بروائعه التي اشجت المسامع وأعجبت محبيه بصوت رخيم وجميل. ثم ارتحل إلى خارج الوطن إلى مدينة الدوحة عاصمة قطر حيث عمل في شرطة قطر مع مجموعة كبيرة من أبناء تنقسى والغابة وهم الذين اسسوا شرطة قطر وكان مديرها انذاك ابن المنطقة ضابط الشرطة عثمان عوض عبد الرحمن حمور. بعدها بقليل اعتزل الغناء ومكث في الدوحة سنين عددا ثم رجع واستقر في بلدته والتي منها عاود الغناء مرة أخرى.
وظهر كرم الله كفنان في بداية ستينيات القرن الماضي، لكن نجمه سطع في السبعينيات بتغنيه للعديد من روائع الشاعر محمد سعيد دفع الله الذي شكل معه ثنائية أنجبت أغنية "حتى الطيف رحل خلاني"، كما تغنى كرم الله بأشعار لعبد الله محمد خير والسر عثمان الطيب ومحمد الحسن سالم الحميد في «شن طعم الدروس»، واعتزل كرم الله الغناء في حقبة الثمانينات وانزوى بعيداً في غربته بالمملكة العربية السعودية لقرابة الثلاثين عاماً ثم عاد إلى مسارح الغناء في العام 2008 وسط دهشة المعجبين بغنائه، لكن أيدي المنون سرعان ما طالته.

## وفاته
توفي محمد كرم الله بعد مرضه بداء في الرئة في العام 2012م، وخلف عدداً من الأغاني التي خلدت في ذاكرة الشعب السوداني ومنها «الطيف» و «شن طعم الدروس» وغيرها من الروائع.